# PTGDR2
PTGDR2 (англ. Prostaglandin D2 receptor 2) – білок, який кодується однойменним геном, розташованим у людей на короткому плечі 11-ї хромосоми. Довжина поліпептидного ланцюга білка становить 395 амінокислот, а молекулярна маса — 43 268.
| 10         |  | 20         |  | 30         |  | 40         |  | 50         |
| ---------- |  | ---------- |  | ---------- |  | ---------- |  | ---------- |
| MSANATLKPL |  | CPILEQMSRL |  | QSHSNTSIRY |  | IDHAAVLLHG |  | LASLLGLVEN |
| GVILFVVGCR |  | MRQTVVTTWV |  | LHLALSDLLA |  | SASLPFFTYF |  | LAVGHSWELG |
| TTFCKLHSSI |  | FFLNMFASGF |  | LLSAISLDRC |  | LQVVRPVWAQ |  | NHRTVAAAHK |
| VCLVLWALAV |  | LNTVPYFVFR |  | DTISRLDGRI |  | MCYYNVLLLN |  | PGPDRDATCN |
| SRQVALAVSK |  | FLLAFLVPLA |  | IIASSHAAVS |  | LRLQHRGRRR |  | PGRFVRLVAA |
| VVAAFALCWG |  | PYHVFSLLEA |  | RAHANPGLRP |  | LVWRGLPFVT |  | SLAFFNSVAN |
| PVLYVLTCPD |  | MLRKLRRSLR |  | TVLESVLVDD |  | SELGGAGSSR |  | RRRTSSTARS |
| ASPLALCSRP |  | EEPRGPARLL |  | GWLLGSCAAS |  | PQTGPLNRAL |  | SSTSS      |

A: Аланін

C: Цистеїн

D: Аспарагінова кислота

E: Глутамінова кислота

F: Фенілаланін

G: Гліцин

H: Гістидин

I: Ізолейцин

K: Лізин

L: Лейцин

M: Метіонін

N: Аспарагін

P: Пролін

Q: Глутамін

R: Аргінін

S: Серин

T: Треонін

V: Валін

W: Триптофан

Кодований геном білок за функціями належить до рецепторів, g-білокспряжених рецепторів, білків внутрішньоклітинного сигналінгу, фосфопротеїнів. 
Локалізований у клітинній мембрані, мембрані.